# نظرية ماكندر
وضع هذه النظرية العالم الجغرافي ماكندر Mckinder ، أحد مؤسسي (الجيوبوليتك)، وهو العلم الذي يفسر العلاقات الدولية على أساس المواقع الجغرافية لمختلف البلدان، وقد ظهر أول بحث له في هذا الموضوع عام 1904م، ويمكن ايجاز هذه النظرية بالآتي:
أن البحار تغطي حوالي ثلاثة أرباع الكرة الأرضية في حين أن اليابسة لا تزيد عن ربعها، وفي هذا الجزء من اليابسة تقع منطقة عمرانية يشغلها حوالي سدسها من السكان وهي آسيا وأوروبا وأفريقيا، وتتميز هذه المناطق الثلاث من اليابسة بخصائص رئيسية هي:
- أنها تمثل أكبر منطقة مستوية في العالم ممتدة من سهل آسيا إلى باريس.
- يتخلل هذه اليابسة مجموعة من الأنهار الطويلة.
- تعمر اليابسة أراضي زراعية وهي تيسر أنتقال الشعوب فيها.

أما القارة الأمريكية فموقعها بالنسبة إلى هذه المنطقة أشبه بموقع انكلترا بالنسبة لأوربا.
ويوازن صاحب النظرية بين اليابسة والمياه فيقول: (إن اليابسة قابلة للتمليك أما البحار فلا تدخل في ملكية أحد، والدول الواقعة على البحار تغلب عليها الروح التجارية بينما القائمة على اليابسة تغلب عليها روح تملك العقار وأستغلاله.
ويؤكد أنه لو نشبت حرب بين دولة بحرية وأخرى ليست بحرية فإن الأنتصار يكون من نصيب الدولة البحرية إذا أستطاعت أن تسيطر على الموانيء ومداخل البلاد.
ومن الأفكار التي نادى بها أصحاب هذه النظرية أن الذي يسيطر على أوروبا الشرقية تسهل عليه السيطرة على المنطقة الرئيسية ومن يسيطر على المنطقة الرئيسية يمكنه أن يحكم العالم أو الجزيرة العالمية، وقد تأثرت الحركة النازية في ألمانيا بهذه النظرية وكان يراد من وصول الجيش الألماني إلى قلب هذه المنطقة السيطرة على بقية جهات العالم.
وتعتبر نظرية ماكندر (Mckinder theory)، ليست مهمة حاليا نظرا للأختراعات العلمية التي مكنت الدول المتقدمة من السيطرة على بقية دول العالم اقتصاديا وسياسيا.